# Cargados Carajos
Le Cargados Carajos, conosciute anche come Saint Brandon, sono un gruppo di isolotti dell'Oceano indiano, a nord-est di Mauritius, di cui sono una dipendenza.
Hanno una superficie totale di 1,2 km² e una esigua popolazione (circa 35 persone nel 1996) sull'Isola Rafael nel villaggio di Verrogne.
Le isole fanno parte dell'arcipelago delle Isole Mascarene.

## Principali isolette
- Albatross Island 16°19′00″S 59°36′00″E
- Îlot du Nord 16°19′00″S 59°39′00″E
- Île Raphael 16°27′00″S 59°37′00″E
- Îlot Siren  16°28′00″S 59°34′00″E
- Île Tortue  16°28′00″S 59°41′00″E
- Pearl Islet 16°31′00″S 59°32′00″E
- Île du Sud  16°32′00″S 59°32′00″E
- Avocare Island 16°35′00″S 59°40′00″E
- Mapare Islet 16°35′00″S 59°41′00″E
- Frigate Islet 16°37′00″S 59°31′00″E
- Îlote du Paul	16°37′00″S 59°33′00″E
- Baleine Rocks  16°41′00″S 59°30′00″E
- Île Veronge 16°41′00″S 59°37′00″E
- Veronge Ilot 	16°42′00″S 59°38′00″E
- Palm Islet 16°45′00″S 59°35′00″E
- Coco Island 16°50′00″S 59°30′00″E
- Grande Capitane 16°40′00″S 59°50′00″E
- Petite Capitane  16°36′00″S 59°34′00″E
- Puits A Eau 16°39′00″S 59°34′00″E
- Île Poulailer  16°44′00″S 59°46′00″E
- Chaloupe  16°49′00″S 59°50′00″E
- Courson  16°48′00″S 59°30′00″E